# Internet en Chine

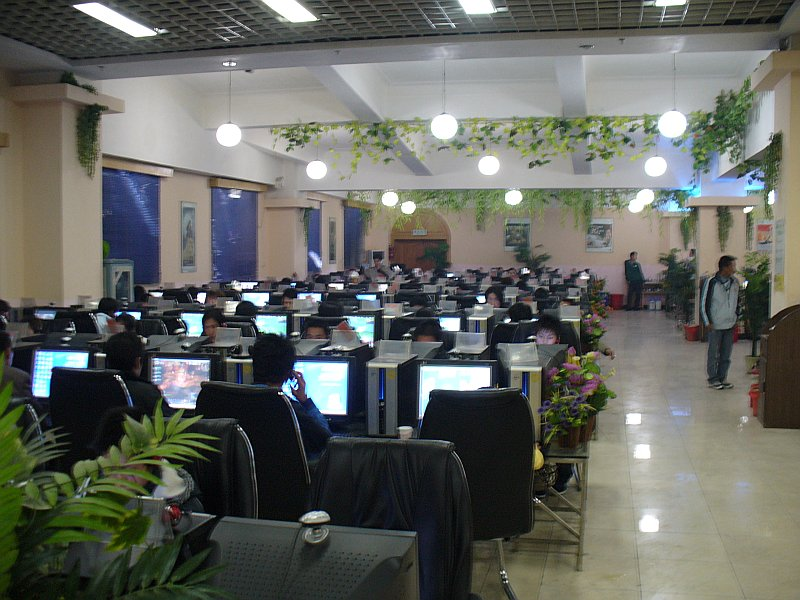
Un cybercafé chinois à Lijiang

Début 2009, la république populaire de Chine comptait non seulement le plus grand nombre de connectés à Internet de tous les pays d'Asie et aussi de tous les pays du monde.
Un des principaux moteurs de recherche en Chine est Baidu, parfois surnommé « le Google chinois ».
La principale encyclopédie en ligne est Hudong (plus de 6,4 millions d'articles en juin 2012), puis Baidu Baike (plus de 5,4 million d'articles en octobre 2012) et enfin wikipédia en chinois (500 000 articles le 14 juillet 2012).
Au 2e trimestre 2014, la Chine reste de loin le premier pays d'origine des cyberattaques, avec 43 % du total.

## Développement
La première connexion à Internet établie sur le sol chinois remonte au 20 septembre 1987[réf. nécessaire].
Depuis, le nombre de connectés à Internet en Chine est en augmentation. 
| 2000 | 22,5 |
| 2001 | 33,7 |
| 2002 | 59,1 |
| 2003 | 79,5 |
| 2004 | 94   |
| 2005 | 111  |
| 2006 | 137  |
| 2007 | 210  |
| 2008 | 298  |
| 2009 | 384  |
| 2010 | 450  |
| 2011 | 500  |
| 2016 | 700  |

En juin 2011, les internautes chinois passaient une moyenne de 18,7 heures en ligne par semaine.
| Année | 2002 | 2003 | 2004 | 2005 | 2006  | 2007  | 2008  | 2009  | 2010  | 2011  | 2012  | 2016 |
| %     | 4,60 | 6,20 | 7,30 | 8,52 | 10,52 | 16,00 | 22,60 | 28,90 | 34,30 | 38,30 | 42,30 | 54   |

## Censure
L'Assemblée nationale populaire de la république populaire de Chine a voté des lois sur la censure de l'Internet. Avec ces lois, selon les FAI, le gouvernement a mis en place différents systèmes de censure, détenus par les provinces, des sociétés privées ou des associations. Ce projet a pour nom « Bouclier d'or ». Les régions administratives spéciales de Hong Kong et de Macao ayant leur propre système légal, ces lois ne s'y appliquent pas.
Concrètement, cette censure sans égal dans le monde se vérifie par certains sites totalement inaccessibles, certaines censures temporaires mais le plus souvent facilement contournables : un site anonymiseur permet en effet d'accéder à une majorité des sites bloqués.
Cependant, la censure d'Internet en Chine sur certains sujets ciblés ne saurait minimiser le reste de l'information accessible où la critique du gouvernement chinois existe bel et bien, ainsi que des sources d'informations équivalentes à la France sur le reste du monde.
La coopération active de certains acteurs occidentaux majeurs du Web comme Microsoft Live, Yahoo, Google est critiquée.
En 2009, l'avocat Tang Jingling, est arrêté lors d'une intervention à l’Université de Technologie de Guangzhou, alors qu'il donne un cours sur Twitter et les blocages d’Internet. Il est relâché quelques heures plus tard.